# 20 Años
Albums de Luis Miguel
Busca una Mujer
(1988) Romance
(1991)
Singles
20 años est le septième album studio enregistré par le chanteur mexicain Luis Miguel. Il est sorti chez WEA Latina le 18 mai 1990. L'album a été produit par l'auteur-compositeur-interprète espagnol Juan Carlos Calderón, qui avait travaillé sur les deux albums précédents de Luis Miguel, et a connu un succès massif en Amérique latine, en Espagne et auprès des auditeurs hispaniques aux États-Unis. Presque tous les titres de l'album ont été diffusés à la radio, mais les chansons officiellement publiées en tant que singles sont Tengo Todo Excepto A Tí, Entrégate, Amante del Amor, Hoy el aire huele a ti, Más allá de todo et Será que no me amas. 
En 1991, l'album a été nommé pour un Grammy Award du meilleur album pop latin lors de la 33e édition des Grammy Awards et pour le prix Lo Nuestro de l'album pop de l'année lors de la 3e édition.
Cet album a confirmé le succès que Luis Miguel avait atteint avec son album précédent Busca una Mujer. L'album a battu le record au Mexique du plus grand nombre de copies vendues en un week-end (600 000 copies pendant le week-end de sortie).
Será que no me amas avait une chorégraphie officielle qui reste populaire en Amérique latine à ce jour.

## Liste des pistes
Adapté d'AllMusic.
| Busca una mujer | Busca una mujer                                  | Busca una mujer                                                                                                  | Busca una mujer | Busca una mujer | Busca una mujer | Busca una mujer | Busca una mujer | Busca una mujer | Busca una mujer |
| No              | Titre                                            | Auteur | Durée           |                 |                 |                 |                 |                 |                 |
| --------------- | ------------------------------------------------ | --- | --------------- | --------------- | --------------- | --------------- | --------------- | --------------- | --------------- |
| 1.              | « Entrégate »                                    | Juan Carlos Calderóna                                                                                            | 4:24            |                 |                 |                 |                 |                 |                 |
| 2.              | « Oro de ley »                                   | Juan Carlos Calderón / Luis Gómez Escolar                                                                        | 3:59            |                 |                 |                 |                 |                 |                 |
| 3.              | « Tengo todo excepto a ti »                      | Juan Carlos Calderón                                                                                             | 4:32            |                 |                 |                 |                 |                 |                 |
| 4.              | « Será que no me amas » (Blame It on the Boogie) | Mick G. Jackson-Clark / Dave Jackson-Rich / Hans Kampschroer / Elmar Krohn / Thomas Meyer / Juan Carlos Calderón | 4:07            |                 |                 |                 |                 |                 |                 |
| 5.              | « Amante del amor »                              | Juan Carlos Calderón                                                                                             | 3:22            |                 |                 |                 |                 |                 |                 |
| 6.              | « Hoy el aire huele a ti »                       | Juan Carlos Calderón                                                                                             | 3:45            |                 |                 |                 |                 |                 |                 |
| 7.              | « Cuestión de piel »                             | Juan Carlos Calderón / Luis Gómez Escolar                                                                        | 4:25            |                 |                 |                 |                 |                 |                 |
| 8.              | « Más allá de todo »                             | Juan Carlos Calderón                                                                                             | 4:05            |                 |                 |                 |                 |                 |                 |
| 9.              | « Alguien como tú » (Somebody in Your Life)      | Diane Warren / Robbie Buchanan / Luis Ángel Marquez                                                              | 4:19            |                 |                 |                 |                 |                 |                 |
| 10.             | « Más »                                          | Juan Carlos Calderón                                                                                             | 3:11            |                 |                 |                 |                 |                 |                 |
| 39:21           |                                                  | |                 |                 |                 |                 |                 |                 |                 |